# 2007年のアメリカンリーグチャンピオンシップシリーズ
2007年の野球において、メジャーリーグベースボール（MLB）のポストシーズンは10月3日に開幕した。アメリカンリーグの第38回リーグチャンピオンシップシリーズ（英語: 38th American League Championship Series、以下「リーグ優勝決定戦」と表記）は、12日から21日にかけて計7試合が開催された。その結果、ボストン・レッドソックス（東地区）がクリーブランド・インディアンス（中地区）を4勝3敗で下し、3年ぶり12回目のリーグ優勝および11回目のワールドシリーズ進出を果たした。
MLB全体でレギュラーシーズン勝率最上位の2球団がリーグ優勝決定戦で対戦するのは、ワイルドカード制度が1994年に導入されてからは初めて。また、この両球団がポストシーズンで対戦するのは、1999年の地区シリーズ以来8年ぶり4度目である。この年のレギュラーシーズンでは両球団は7試合対戦し、レッドソックスが5勝2敗と勝ち越していた。今シリーズでは、インディアンスが10年ぶりのリーグ優勝を目指し第4戦で先に王手をかけたが、レッドソックスが第5戦からの3連勝で逆転優勝した。ポストシーズンの7戦4勝制シリーズにおいて1勝3敗から逆転優勝したのは、3年前のアメリカンリーグ優勝決定戦におけるレッドソックス以来3年ぶり、延べ11球団目である。シリーズMVPには、第5戦に先発登板して8.0イニングで11奪三振・1失点の好投を見せるなど、2試合14.0イニングで2勝0敗・防御率1.93という成績を残したレッドソックスのジョシュ・ベケットが選出された。このあとレッドソックスは、ワールドシリーズでもナショナルリーグ王者コロラド・ロッキーズを4勝0敗で下し、3年ぶり7度目の優勝を成し遂げた。
この年よりワールドシリーズの開幕日が、全米テレビ中継の視聴率が高く見込める曜日の放送を増やすために、土曜日から水曜日に変更された。これに伴いポストシーズンの期間が延びたため、リーグ優勝決定戦では第4戦と第5戦の間に休養日が設けられた。この方式は、2009年シーズン終了後に撤廃されるまで3年間続いた。

## 試合結果
2007年のアメリカンリーグ優勝決定戦は10月12日に開幕し、途中に移動日と休養日を挟んで10日間で7試合が行われた。日程・結果は以下の通り。
| 日付                                                     | 試合  | ビジター球団（先攻）           | スコア | ホーム球団（後攻）             | 開催球場                 | 開催球場                                              |
| -------------------------------------------------------- | ----- | ------------------------------ | ------ | ------------------------------ | ------------------------ | ----------------------------------------------------- |
| 10月12日（金）                                           | 第1戦 | クリーブランド・インディアンス | 3－10  | ボストン・レッドソックス       | フェンウェイ・パーク     | フェン · ウェイ・ · パークジェイコブス・ · フィールド |
| 10月13日（土）                                           | 第2戦 | クリーブランド・インディアンス | 13－6  | ボストン・レッドソックス       | フェンウェイ・パーク     | フェン · ウェイ・ · パークジェイコブス・ · フィールド |
| 10月14日（日）                                           |       | 移動日                         | 移動日 | 移動日                         |                          | フェン · ウェイ・ · パークジェイコブス・ · フィールド |
| 10月15日（月）                                           | 第3戦 | ボストン・レッドソックス       | 2－4   | クリーブランド・インディアンス | ジェイコブス・フィールド | フェン · ウェイ・ · パークジェイコブス・ · フィールド |
| 10月16日（火）                                           | 第4戦 | ボストン・レッドソックス       | 3－7   | クリーブランド・インディアンス | ジェイコブス・フィールド | フェン · ウェイ・ · パークジェイコブス・ · フィールド |
| 10月17日（水）                                           |       | 休養日                         | 休養日 | 休養日                         | ジェイコブス・フィールド | フェン · ウェイ・ · パークジェイコブス・ · フィールド |
| 10月18日（木）                                           | 第5戦 | ボストン・レッドソックス       | 7－1   | クリーブランド・インディアンス | ジェイコブス・フィールド | フェン · ウェイ・ · パークジェイコブス・ · フィールド |
| 10月19日（金）                                           |       | 移動日                         | 移動日 | 移動日                         |                          | フェン · ウェイ・ · パークジェイコブス・ · フィールド |
| 10月20日（土）                                           | 第6戦 | クリーブランド・インディアンス | 2－12  | ボストン・レッドソックス       | フェンウェイ・パーク     | フェン · ウェイ・ · パークジェイコブス・ · フィールド |
| 10月21日（日）                                           | 第7戦 | クリーブランド・インディアンス | 2－11  | ボストン・レッドソックス       | フェンウェイ・パーク     | フェン · ウェイ・ · パークジェイコブス・ · フィールド |
| 優勝：ボストン・レッドソックス（4勝3敗 / 3年ぶり12度目） |       |                                |        |                                |                          | フェン · ウェイ・ · パークジェイコブス・ · フィールド |

### 第1戦 10月12日
- フェンウェイ・パーク（マサチューセッツ州ボストン）

|                                | 1 | 2 | 3 | 4 | 5 | 6 | 7 | 8 | 9 | R  | H  | E |
| ------------------------------ | - | - | - | - | - | - | - | - | - | -- | -- | - |
| クリーブランド・インディアンス | 1 | 0 | 0 | 0 | 0 | 1 | 0 | 1 | 0 | 3  | 8  | 0 |
| ボストン・レッドソックス       | 1 | 0 | 4 | 0 | 3 | 2 | 0 | 0 | X | 10 | 12 | 0 |

1. 勝利：ジョシュ・ベケット（1勝）
2. 敗戦：C.C.サバシア（1敗）
3. 本塁打
CLE：トラビス・ハフナー1号ソロ
4. 審判
［球審］ランディ・マーシュ
［塁審］一塁: カーウィン・ダンリー、二塁: ブライアン・ゴーマン、三塁: ポール・エメル
［外審］左翼: ゲイリー・シダーストロム、右翼: デイナ・デムス
5. 試合開始時刻: 東部夏時間（UTC-4）午後7時11分  試合時間: 3時間35分  観客: 3万6986人  気温: 54°F（12.2°C）
詳細: MLB.com Gameday / ESPN.com / Baseball-Reference.com / Fangraphs

| クリーブランド・インディアンス | クリーブランド・インディアンス | クリーブランド・インディアンス | クリーブランド・インディアンス | クリーブランド・インディアンス                                                                                         | ボストン・レッドソックス | ボストン・レッドソックス | ボストン・レッドソックス | ボストン・レッドソックス | ボストン・レッドソックス                                                                                                   |
| ------------------------------ | ------------------------------ | ------------------------------ | ------------------------------ | --- | ------------------------ | ------------------------ | ------------------------ | ------------------------ | --- |
| 打順                           | 守備                           | 選手                           | 打席                           | C・サバシアV・マルティネスR・ガーコA・カブレラC・ブレイクJ・ペラルタK・ロフトンG・サイズモアF・グティエレスT・ハフナー | 打順                     | 守備                     | 選手                     | 打席                     | J・ベケットJ・バリテックK・ユーキリスD・ペドロイアM・ローウェルJ・ルーゴM・ラミレスC・クリスプB・キールティD・オルティーズ |
| 1                              | 中                             | G・サイズモア                  | 左                             | C・サバシアV・マルティネスR・ガーコA・カブレラC・ブレイクJ・ペラルタK・ロフトンG・サイズモアF・グティエレスT・ハフナー | 1                        | 二                       | D・ペドロイア            | 右                       | J・ベケットJ・バリテックK・ユーキリスD・ペドロイアM・ローウェルJ・ルーゴM・ラミレスC・クリスプB・キールティD・オルティーズ |
| 2                              | 二                             | A・カブレラ                    | 両                             | C・サバシアV・マルティネスR・ガーコA・カブレラC・ブレイクJ・ペラルタK・ロフトンG・サイズモアF・グティエレスT・ハフナー | 2                        | 一                       | K・ユーキリス            | 右                       | J・ベケットJ・バリテックK・ユーキリスD・ペドロイアM・ローウェルJ・ルーゴM・ラミレスC・クリスプB・キールティD・オルティーズ |
| 3                              | DH                             | T・ハフナー                    | 左                             | C・サバシアV・マルティネスR・ガーコA・カブレラC・ブレイクJ・ペラルタK・ロフトンG・サイズモアF・グティエレスT・ハフナー | 3                        | DH                       | D・オルティーズ          | 左                       | J・ベケットJ・バリテックK・ユーキリスD・ペドロイアM・ローウェルJ・ルーゴM・ラミレスC・クリスプB・キールティD・オルティーズ |
| 4                              | 捕                             | V・マルティネス                | 両                             | C・サバシアV・マルティネスR・ガーコA・カブレラC・ブレイクJ・ペラルタK・ロフトンG・サイズモアF・グティエレスT・ハフナー | 4                        | 左                       | M・ラミレス              | 右                       | J・ベケットJ・バリテックK・ユーキリスD・ペドロイアM・ローウェルJ・ルーゴM・ラミレスC・クリスプB・キールティD・オルティーズ |
| 5                              | 一                             | R・ガーコ                      | 右                             | C・サバシアV・マルティネスR・ガーコA・カブレラC・ブレイクJ・ペラルタK・ロフトンG・サイズモアF・グティエレスT・ハフナー | 5                        | 三                       | M・ローウェル            | 右                       | J・ベケットJ・バリテックK・ユーキリスD・ペドロイアM・ローウェルJ・ルーゴM・ラミレスC・クリスプB・キールティD・オルティーズ |
| 6                              | 遊                             | J・ペラルタ                    | 右                             | C・サバシアV・マルティネスR・ガーコA・カブレラC・ブレイクJ・ペラルタK・ロフトンG・サイズモアF・グティエレスT・ハフナー | 6                        | 右                       | B・キールティ            | 両                       | J・ベケットJ・バリテックK・ユーキリスD・ペドロイアM・ローウェルJ・ルーゴM・ラミレスC・クリスプB・キールティD・オルティーズ |
| 7                              | 左                             | K・ロフトン                    | 左                             | C・サバシアV・マルティネスR・ガーコA・カブレラC・ブレイクJ・ペラルタK・ロフトンG・サイズモアF・グティエレスT・ハフナー | 7                        | 捕                       | J・バリテック            | 両                       | J・ベケットJ・バリテックK・ユーキリスD・ペドロイアM・ローウェルJ・ルーゴM・ラミレスC・クリスプB・キールティD・オルティーズ |
| 8                              | 右                             | F・グティエレス                | 右                             | C・サバシアV・マルティネスR・ガーコA・カブレラC・ブレイクJ・ペラルタK・ロフトンG・サイズモアF・グティエレスT・ハフナー | 8                        | 中                       | C・クリスプ              | 両                       | J・ベケットJ・バリテックK・ユーキリスD・ペドロイアM・ローウェルJ・ルーゴM・ラミレスC・クリスプB・キールティD・オルティーズ |
| 9                              | 三                             | C・ブレイク                    | 右                             | C・サバシアV・マルティネスR・ガーコA・カブレラC・ブレイクJ・ペラルタK・ロフトンG・サイズモアF・グティエレスT・ハフナー | 9                        | 遊                       | J・ルーゴ                | 右                       | J・ベケットJ・バリテックK・ユーキリスD・ペドロイアM・ローウェルJ・ルーゴM・ラミレスC・クリスプB・キールティD・オルティーズ |
| 先発投手                       | 先発投手                       | 先発投手                       | 投球                           | C・サバシアV・マルティネスR・ガーコA・カブレラC・ブレイクJ・ペラルタK・ロフトンG・サイズモアF・グティエレスT・ハフナー | 先発投手                 | 先発投手                 | 先発投手                 | 投球                     | J・ベケットJ・バリテックK・ユーキリスD・ペドロイアM・ローウェルJ・ルーゴM・ラミレスC・クリスプB・キールティD・オルティーズ |
| C・サバシア                    | C・サバシア                    | C・サバシア                    | 左                             | C・サバシアV・マルティネスR・ガーコA・カブレラC・ブレイクJ・ペラルタK・ロフトンG・サイズモアF・グティエレスT・ハフナー | J・ベケット              | J・ベケット              | J・ベケット              | 右                       | J・ベケットJ・バリテックK・ユーキリスD・ペドロイアM・ローウェルJ・ルーゴM・ラミレスC・クリスプB・キールティD・オルティーズ |

### 第2戦 10月13日
- フェンウェイ・パーク（マサチューセッツ州ボストン）

|                                | 1 | 2 | 3 | 4 | 5 | 6 | 7 | 8 | 9 | 10 | 11 | R  | H  | E |
| ------------------------------ | - | - | - | - | - | - | - | - | - | -- | -- | -- | -- | - |
| クリーブランド・インディアンス | 1 | 0 | 0 | 3 | 1 | 1 | 0 | 0 | 0 | 0  | 7  | 13 | 17 | 0 |
| ボストン・レッドソックス       | 0 | 0 | 3 | 0 | 3 | 0 | 0 | 0 | 0 | 0  | 0  | 6  | 10 | 0 |

1. 勝利：トム・マストニー（1勝）
2. 敗戦：エリック・ガニエ（1敗）
3. 本塁打
CLE：ジョニー・ペラルタ1号3ラン、グレイディ・サイズモア1号ソロ、フランクリン・グティエレス1号3ラン
BOS：マニー・ラミレス1号2ラン、マイク・ローウェル1号ソロ
4. 審判
［球審］カーウィン・ダンリー
［塁審］一塁: ブライアン・ゴーマン、二塁: ポール・エメル、三塁: ゲイリー・シダーストロム
［外審］左翼: デイナ・デムス、右翼: ランディ・マーシュ
5. 試合開始時刻: 東部夏時間（UTC-4）午後8時23分  試合時間: 5時間14分  観客: 3万7051人  気温: 56°F（13.3°C）
詳細: MLB.com Gameday / ESPN.com / Baseball-Reference.com / Fangraphs

| クリーブランド・インディアンス | クリーブランド・インディアンス | クリーブランド・インディアンス | クリーブランド・インディアンス | クリーブランド・インディアンス                                                                                         | ボストン・レッドソックス | ボストン・レッドソックス | ボストン・レッドソックス | ボストン・レッドソックス | ボストン・レッドソックス                                                                                                 |
| ------------------------------ | ------------------------------ | ------------------------------ | ------------------------------ | --- | ------------------------ | ------------------------ | ------------------------ | ------------------------ | --- |
| 打順                           | 守備                           | 選手                           | 打席                           | F・カーモナV・マルティネスR・ガーコA・カブレラC・ブレイクJ・ペラルタK・ロフトンG・サイズモアF・グティエレスT・ハフナー | 打順                     | 守備                     | 選手                     | 打席                     | C・シリングJ・バリテックK・ユーキリスD・ペドロイアM・ローウェルJ・ルーゴM・ラミレスC・クリスプJ・ドリューD・オルティーズ |
| 1                              | 中                             | G・サイズモア                  | 左                             | F・カーモナV・マルティネスR・ガーコA・カブレラC・ブレイクJ・ペラルタK・ロフトンG・サイズモアF・グティエレスT・ハフナー | 1                        | 二                       | D・ペドロイア            | 右                       | C・シリングJ・バリテックK・ユーキリスD・ペドロイアM・ローウェルJ・ルーゴM・ラミレスC・クリスプJ・ドリューD・オルティーズ |
| 2                              | 二                             | A・カブレラ                    | 両                             | F・カーモナV・マルティネスR・ガーコA・カブレラC・ブレイクJ・ペラルタK・ロフトンG・サイズモアF・グティエレスT・ハフナー | 2                        | 一                       | K・ユーキリス            | 右                       | C・シリングJ・バリテックK・ユーキリスD・ペドロイアM・ローウェルJ・ルーゴM・ラミレスC・クリスプJ・ドリューD・オルティーズ |
| 3                              | DH                             | T・ハフナー                    | 左                             | F・カーモナV・マルティネスR・ガーコA・カブレラC・ブレイクJ・ペラルタK・ロフトンG・サイズモアF・グティエレスT・ハフナー | 3                        | DH                       | D・オルティーズ          | 左                       | C・シリングJ・バリテックK・ユーキリスD・ペドロイアM・ローウェルJ・ルーゴM・ラミレスC・クリスプJ・ドリューD・オルティーズ |
| 4                              | 捕                             | V・マルティネス                | 両                             | F・カーモナV・マルティネスR・ガーコA・カブレラC・ブレイクJ・ペラルタK・ロフトンG・サイズモアF・グティエレスT・ハフナー | 4                        | 左                       | M・ラミレス              | 右                       | C・シリングJ・バリテックK・ユーキリスD・ペドロイアM・ローウェルJ・ルーゴM・ラミレスC・クリスプJ・ドリューD・オルティーズ |
| 5                              | 一                             | R・ガーコ                      | 右                             | F・カーモナV・マルティネスR・ガーコA・カブレラC・ブレイクJ・ペラルタK・ロフトンG・サイズモアF・グティエレスT・ハフナー | 5                        | 三                       | M・ローウェル            | 右                       | C・シリングJ・バリテックK・ユーキリスD・ペドロイアM・ローウェルJ・ルーゴM・ラミレスC・クリスプJ・ドリューD・オルティーズ |
| 6                              | 遊                             | J・ペラルタ                    | 右                             | F・カーモナV・マルティネスR・ガーコA・カブレラC・ブレイクJ・ペラルタK・ロフトンG・サイズモアF・グティエレスT・ハフナー | 6                        | 右                       | J・ドリュー              | 左                       | C・シリングJ・バリテックK・ユーキリスD・ペドロイアM・ローウェルJ・ルーゴM・ラミレスC・クリスプJ・ドリューD・オルティーズ |
| 7                              | 左                             | K・ロフトン                    | 左                             | F・カーモナV・マルティネスR・ガーコA・カブレラC・ブレイクJ・ペラルタK・ロフトンG・サイズモアF・グティエレスT・ハフナー | 7                        | 捕                       | J・バリテック            | 両                       | C・シリングJ・バリテックK・ユーキリスD・ペドロイアM・ローウェルJ・ルーゴM・ラミレスC・クリスプJ・ドリューD・オルティーズ |
| 8                              | 右                             | F・グティエレス                | 右                             | F・カーモナV・マルティネスR・ガーコA・カブレラC・ブレイクJ・ペラルタK・ロフトンG・サイズモアF・グティエレスT・ハフナー | 8                        | 中                       | C・クリスプ              | 両                       | C・シリングJ・バリテックK・ユーキリスD・ペドロイアM・ローウェルJ・ルーゴM・ラミレスC・クリスプJ・ドリューD・オルティーズ |
| 9                              | 三                             | C・ブレイク                    | 右                             | F・カーモナV・マルティネスR・ガーコA・カブレラC・ブレイクJ・ペラルタK・ロフトンG・サイズモアF・グティエレスT・ハフナー | 9                        | 遊                       | J・ルーゴ                | 右                       | C・シリングJ・バリテックK・ユーキリスD・ペドロイアM・ローウェルJ・ルーゴM・ラミレスC・クリスプJ・ドリューD・オルティーズ |
| 先発投手                       | 先発投手                       | 先発投手                       | 投球                           | F・カーモナV・マルティネスR・ガーコA・カブレラC・ブレイクJ・ペラルタK・ロフトンG・サイズモアF・グティエレスT・ハフナー | 先発投手                 | 先発投手                 | 先発投手                 | 投球                     | C・シリングJ・バリテックK・ユーキリスD・ペドロイアM・ローウェルJ・ルーゴM・ラミレスC・クリスプJ・ドリューD・オルティーズ |
| F・カーモナ                    | F・カーモナ                    | F・カーモナ                    | 右                             | F・カーモナV・マルティネスR・ガーコA・カブレラC・ブレイクJ・ペラルタK・ロフトンG・サイズモアF・グティエレスT・ハフナー | C・シリング              | C・シリング              | C・シリング              | 右                       | C・シリングJ・バリテックK・ユーキリスD・ペドロイアM・ローウェルJ・ルーゴM・ラミレスC・クリスプJ・ドリューD・オルティーズ |

### 第3戦 10月15日
- ジェイコブス・フィールド（オハイオ州クリーブランド）

|                                | 1 | 2 | 3 | 4 | 5 | 6 | 7 | 8 | 9 | R | H | E |
| ------------------------------ | - | - | - | - | - | - | - | - | - | - | - | - |
| ボストン・レッドソックス       | 0 | 0 | 0 | 0 | 0 | 0 | 2 | 0 | 0 | 2 | 7 | 0 |
| クリーブランド・インディアンス | 0 | 2 | 0 | 0 | 2 | 0 | 0 | 0 | X | 4 | 6 | 1 |

1. 勝利：ジェイク・ウェストブルック（1勝）
2. セーブ：ジョー・ボロウスキー（1S）
3. 敗戦：松坂大輔（1敗）
4. 本塁打
BOS：ジェイソン・バリテック1号2ラン
CLE：ケニー・ロフトン1号2ラン
5. 審判
［球審］ブライアン・ゴーマン
［塁審］一塁: ポール・エメル、二塁: ゲイリー・シダーストロム、三塁: デイナ・デムス
［外審］左翼: ランディ・マーシュ、右翼: カーウィン・ダンリー
6. 試合開始時刻: 東部夏時間（UTC-4）午後7時10分  試合時間: 3時間28分  観客: 4万4402人  気温: 69°F（20.6°C）
詳細: MLB.com Gameday / ESPN.com / Baseball-Reference.com / Fangraphs

| ボストン・レッドソックス | ボストン・レッドソックス | ボストン・レッドソックス | ボストン・レッドソックス | ボストン・レッドソックス                                                                                              | クリーブランド・インディアンス | クリーブランド・インディアンス | クリーブランド・インディアンス | クリーブランド・インディアンス | クリーブランド・インディアンス                                                                                             |
| ------------------------ | ------------------------ | ------------------------ | ------------------------ | --- | ------------------------------ | ------------------------------ | ------------------------------ | ------------------------------ | --- |
| 打順                     | 守備                     | 選手                     | 打席                     | 松坂大輔J・バリテックK・ユーキリスD・ペドロイアM・ローウェルJ・ルーゴM・ラミレスC・クリスプJ・ドリューD・オルティーズ | 打順                           | 守備                           | 選手                           | 打席                           | J・ウェストブルックV・マルティネスR・ガーコA・カブレラC・ブレイクJ・ペラルタK・ロフトンG・サイズモアT・ニクソンT・ハフナー |
| 1                        | 二                       | D・ペドロイア            | 右                       | 松坂大輔J・バリテックK・ユーキリスD・ペドロイアM・ローウェルJ・ルーゴM・ラミレスC・クリスプJ・ドリューD・オルティーズ | 1                              | 中                             | G・サイズモア                  | 左                             | J・ウェストブルックV・マルティネスR・ガーコA・カブレラC・ブレイクJ・ペラルタK・ロフトンG・サイズモアT・ニクソンT・ハフナー |
| 2                        | 一                       | K・ユーキリス            | 右                       | 松坂大輔J・バリテックK・ユーキリスD・ペドロイアM・ローウェルJ・ルーゴM・ラミレスC・クリスプJ・ドリューD・オルティーズ | 2                              | 二                             | A・カブレラ                    | 両                             | J・ウェストブルックV・マルティネスR・ガーコA・カブレラC・ブレイクJ・ペラルタK・ロフトンG・サイズモアT・ニクソンT・ハフナー |
| 3                        | DH                       | D・オルティーズ          | 左                       | 松坂大輔J・バリテックK・ユーキリスD・ペドロイアM・ローウェルJ・ルーゴM・ラミレスC・クリスプJ・ドリューD・オルティーズ | 3                              | DH                             | T・ハフナー                    | 左                             | J・ウェストブルックV・マルティネスR・ガーコA・カブレラC・ブレイクJ・ペラルタK・ロフトンG・サイズモアT・ニクソンT・ハフナー |
| 4                        | 左                       | M・ラミレス              | 右                       | 松坂大輔J・バリテックK・ユーキリスD・ペドロイアM・ローウェルJ・ルーゴM・ラミレスC・クリスプJ・ドリューD・オルティーズ | 4                              | 捕                             | V・マルティネス                | 両                             | J・ウェストブルックV・マルティネスR・ガーコA・カブレラC・ブレイクJ・ペラルタK・ロフトンG・サイズモアT・ニクソンT・ハフナー |
| 5                        | 三                       | M・ローウェル            | 右                       | 松坂大輔J・バリテックK・ユーキリスD・ペドロイアM・ローウェルJ・ルーゴM・ラミレスC・クリスプJ・ドリューD・オルティーズ | 5                              | 一                             | R・ガーコ                      | 右                             | J・ウェストブルックV・マルティネスR・ガーコA・カブレラC・ブレイクJ・ペラルタK・ロフトンG・サイズモアT・ニクソンT・ハフナー |
| 6                        | 右                       | J・ドリュー              | 左                       | 松坂大輔J・バリテックK・ユーキリスD・ペドロイアM・ローウェルJ・ルーゴM・ラミレスC・クリスプJ・ドリューD・オルティーズ | 6                              | 遊                             | J・ペラルタ                    | 右                             | J・ウェストブルックV・マルティネスR・ガーコA・カブレラC・ブレイクJ・ペラルタK・ロフトンG・サイズモアT・ニクソンT・ハフナー |
| 7                        | 捕                       | J・バリテック            | 両                       | 松坂大輔J・バリテックK・ユーキリスD・ペドロイアM・ローウェルJ・ルーゴM・ラミレスC・クリスプJ・ドリューD・オルティーズ | 7                              | 左                             | K・ロフトン                    | 左                             | J・ウェストブルックV・マルティネスR・ガーコA・カブレラC・ブレイクJ・ペラルタK・ロフトンG・サイズモアT・ニクソンT・ハフナー |
| 8                        | 中                       | C・クリスプ              | 両                       | 松坂大輔J・バリテックK・ユーキリスD・ペドロイアM・ローウェルJ・ルーゴM・ラミレスC・クリスプJ・ドリューD・オルティーズ | 8                              | 右                             | T・ニクソン                    | 左                             | J・ウェストブルックV・マルティネスR・ガーコA・カブレラC・ブレイクJ・ペラルタK・ロフトンG・サイズモアT・ニクソンT・ハフナー |
| 9                        | 遊                       | J・ルーゴ                | 右                       | 松坂大輔J・バリテックK・ユーキリスD・ペドロイアM・ローウェルJ・ルーゴM・ラミレスC・クリスプJ・ドリューD・オルティーズ | 9                              | 三                             | C・ブレイク                    | 右                             | J・ウェストブルックV・マルティネスR・ガーコA・カブレラC・ブレイクJ・ペラルタK・ロフトンG・サイズモアT・ニクソンT・ハフナー |
| 先発投手                 | 先発投手                 | 先発投手                 | 投球                     | 松坂大輔J・バリテックK・ユーキリスD・ペドロイアM・ローウェルJ・ルーゴM・ラミレスC・クリスプJ・ドリューD・オルティーズ | 先発投手                       | 先発投手                       | 先発投手                       | 投球                           | J・ウェストブルックV・マルティネスR・ガーコA・カブレラC・ブレイクJ・ペラルタK・ロフトンG・サイズモアT・ニクソンT・ハフナー |
| 松坂大輔                 | 松坂大輔                 | 松坂大輔                 | 右                       | 松坂大輔J・バリテックK・ユーキリスD・ペドロイアM・ローウェルJ・ルーゴM・ラミレスC・クリスプJ・ドリューD・オルティーズ | J・ウェストブルック            | J・ウェストブルック            | J・ウェストブルック            | 右                             | J・ウェストブルックV・マルティネスR・ガーコA・カブレラC・ブレイクJ・ペラルタK・ロフトンG・サイズモアT・ニクソンT・ハフナー |

### 第4戦 10月16日
- ジェイコブス・フィールド（オハイオ州クリーブランド）

|                                | 1 | 2 | 3 | 4 | 5 | 6 | 7 | 8 | 9 | R | H | E |
| ------------------------------ | - | - | - | - | - | - | - | - | - | - | - | - |
| ボストン・レッドソックス       | 0 | 0 | 0 | 0 | 0 | 3 | 0 | 0 | 0 | 3 | 8 | 1 |
| クリーブランド・インディアンス | 0 | 0 | 0 | 0 | 7 | 0 | 0 | 0 | X | 7 | 9 | 0 |

1. 勝利：ポール・バード（1勝）
2. 敗戦：ティム・ウェイクフィールド（1敗）
3. 本塁打
BOS：ケビン・ユーキリス1号ソロ、デビッド・オルティーズ1号ソロ、マニー・ラミレス2号ソロ
CLE：ケイシー・ブレイク1号ソロ、ジョニー・ペラルタ2号3ラン
4. 審判
［球審］ポール・エメル
［塁審］一塁: ゲイリー・シダーストロム、二塁: デイナ・デムス、三塁: ランディ・マーシュ
［外審］左翼: カーウィン・ダンリー、右翼: ブライアン・ゴーマン
5. 試合開始時刻: 東部夏時間（UTC-4）午後8時22分  試合時間: 3時間12分  観客: 4万4008人  気温: 66°F（18.9°C）
詳細: MLB.com Gameday / ESPN.com / Baseball-Reference.com / Fangraphs

| ボストン・レッドソックス | ボストン・レッドソックス | ボストン・レッドソックス | ボストン・レッドソックス | ボストン・レッドソックス | クリーブランド・インディアンス | クリーブランド・インディアンス | クリーブランド・インディアンス | クリーブランド・インディアンス | クリーブランド・インディアンス                                                                                              |
| ------------------------ | ------------------------ | ------------------------ | ------------------------ | --- | ------------------------------ | ------------------------------ | ------------------------------ | ------------------------------ | --- |
| 打順                     | 守備                     | 選手                     | 打席                     | T・ウェイクフィールドD・ミラベリK・ユーキリスD・ペドロイアM・ローウェルJ・ルーゴM・ラミレスC・クリスプJ・ドリューD・オルティーズ | 打順                           | 守備                           | 選手                           | 打席                           | P・バードK・ショパックV・マルティ · ネスA・カブレラC・ブレイクJ・ペラルタK・ロフトンG・サイズモアF・グティエレスT・ハフナー |
| 1                        | 二                       | D・ペドロイア            | 右                       | T・ウェイクフィールドD・ミラベリK・ユーキリスD・ペドロイアM・ローウェルJ・ルーゴM・ラミレスC・クリスプJ・ドリューD・オルティーズ | 1                              | 中                             | G・サイズモア                  | 左                             | P・バードK・ショパックV・マルティ · ネスA・カブレラC・ブレイクJ・ペラルタK・ロフトンG・サイズモアF・グティエレスT・ハフナー |
| 2                        | 一                       | K・ユーキリス            | 右                       | T・ウェイクフィールドD・ミラベリK・ユーキリスD・ペドロイアM・ローウェルJ・ルーゴM・ラミレスC・クリスプJ・ドリューD・オルティーズ | 2                              | 二                             | A・カブレラ                    | 両                             | P・バードK・ショパックV・マルティ · ネスA・カブレラC・ブレイクJ・ペラルタK・ロフトンG・サイズモアF・グティエレスT・ハフナー |
| 3                        | DH                       | D・オルティーズ          | 左                       | T・ウェイクフィールドD・ミラベリK・ユーキリスD・ペドロイアM・ローウェルJ・ルーゴM・ラミレスC・クリスプJ・ドリューD・オルティーズ | 3                              | DH                             | T・ハフナー                    | 左                             | P・バードK・ショパックV・マルティ · ネスA・カブレラC・ブレイクJ・ペラルタK・ロフトンG・サイズモアF・グティエレスT・ハフナー |
| 4                        | 左                       | M・ラミレス              | 右                       | T・ウェイクフィールドD・ミラベリK・ユーキリスD・ペドロイアM・ローウェルJ・ルーゴM・ラミレスC・クリスプJ・ドリューD・オルティーズ | 4                              | 一                             | V・マルティネス                | 両                             | P・バードK・ショパックV・マルティ · ネスA・カブレラC・ブレイクJ・ペラルタK・ロフトンG・サイズモアF・グティエレスT・ハフナー |
| 5                        | 三                       | M・ローウェル            | 右                       | T・ウェイクフィールドD・ミラベリK・ユーキリスD・ペドロイアM・ローウェルJ・ルーゴM・ラミレスC・クリスプJ・ドリューD・オルティーズ | 5                              | 遊                             | J・ペラルタ                    | 右                             | P・バードK・ショパックV・マルティ · ネスA・カブレラC・ブレイクJ・ペラルタK・ロフトンG・サイズモアF・グティエレスT・ハフナー |
| 6                        | 右                       | J・ドリュー              | 左                       | T・ウェイクフィールドD・ミラベリK・ユーキリスD・ペドロイアM・ローウェルJ・ルーゴM・ラミレスC・クリスプJ・ドリューD・オルティーズ | 6                              | 左                             | K・ロフトン                    | 左                             | P・バードK・ショパックV・マルティ · ネスA・カブレラC・ブレイクJ・ペラルタK・ロフトンG・サイズモアF・グティエレスT・ハフナー |
| 7                        | 中                       | C・クリスプ              | 両                       | T・ウェイクフィールドD・ミラベリK・ユーキリスD・ペドロイアM・ローウェルJ・ルーゴM・ラミレスC・クリスプJ・ドリューD・オルティーズ | 7                              | 三                             | C・ブレイク                    | 右                             | P・バードK・ショパックV・マルティ · ネスA・カブレラC・ブレイクJ・ペラルタK・ロフトンG・サイズモアF・グティエレスT・ハフナー |
| 8                        | 捕                       | D・ミラベリ              | 右                       | T・ウェイクフィールドD・ミラベリK・ユーキリスD・ペドロイアM・ローウェルJ・ルーゴM・ラミレスC・クリスプJ・ドリューD・オルティーズ | 8                              | 右                             | F・グティエレス                | 右                             | P・バードK・ショパックV・マルティ · ネスA・カブレラC・ブレイクJ・ペラルタK・ロフトンG・サイズモアF・グティエレスT・ハフナー |
| 9                        | 遊                       | J・ルーゴ                | 右                       | T・ウェイクフィールドD・ミラベリK・ユーキリスD・ペドロイアM・ローウェルJ・ルーゴM・ラミレスC・クリスプJ・ドリューD・オルティーズ | 9                              | 捕                             | K・ショパック                  | 右                             | P・バードK・ショパックV・マルティ · ネスA・カブレラC・ブレイクJ・ペラルタK・ロフトンG・サイズモアF・グティエレスT・ハフナー |
| 先発投手                 | 先発投手                 | 先発投手                 | 投球                     | T・ウェイクフィールドD・ミラベリK・ユーキリスD・ペドロイアM・ローウェルJ・ルーゴM・ラミレスC・クリスプJ・ドリューD・オルティーズ | 先発投手                       | 先発投手                       | 先発投手                       | 投球                           | P・バードK・ショパックV・マルティ · ネスA・カブレラC・ブレイクJ・ペラルタK・ロフトンG・サイズモアF・グティエレスT・ハフナー |
| T・ウェイクフィールド    | T・ウェイクフィールド    | T・ウェイクフィールド    | 右                       | T・ウェイクフィールドD・ミラベリK・ユーキリスD・ペドロイアM・ローウェルJ・ルーゴM・ラミレスC・クリスプJ・ドリューD・オルティーズ | P・バード                      | P・バード                      | P・バード                      | 右                             | P・バードK・ショパックV・マルティ · ネスA・カブレラC・ブレイクJ・ペラルタK・ロフトンG・サイズモアF・グティエレスT・ハフナー |

### 第5戦 10月18日
- ジェイコブス・フィールド（オハイオ州クリーブランド）

|                                | 1 | 2 | 3 | 4 | 5 | 6 | 7 | 8 | 9 | R | H  | E |
| ------------------------------ | - | - | - | - | - | - | - | - | - | - | -- | - |
| ボストン・レッドソックス       | 1 | 0 | 1 | 0 | 0 | 0 | 2 | 3 | 0 | 7 | 12 | 1 |
| クリーブランド・インディアンス | 1 | 0 | 0 | 0 | 0 | 0 | 0 | 0 | 0 | 1 | 6  | 1 |

1. 勝利：ジョシュ・ベケット（2勝）
2. 敗戦：C.C.サバシア（2敗）
3. 本塁打
BOS：ケビン・ユーキリス2号ソロ
4. 審判
［球審］ゲイリー・シダーストロム
［塁審］一塁: デイナ・デムス、二塁: ランディ・マーシュ、三塁: カーウィン・ダンリー
［外審］左翼: ブライアン・ゴーマン、右翼: ポール・エメル
5. 試合開始時刻: 東部夏時間（UTC-4）午後8時23分  試合時間: 3時間46分  観客: 4万4588人  気温: 69°F（20.6°C）
詳細: MLB.com Gameday / ESPN.com / Baseball-Reference.com / Fangraphs

| ボストン・レッドソックス | ボストン・レッドソックス | ボストン・レッドソックス | ボストン・レッドソックス | ボストン・レッドソックス                                                                                                   | クリーブランド・インディアンス | クリーブランド・インディアンス | クリーブランド・インディアンス | クリーブランド・インディアンス | クリーブランド・インディアンス                                                                                         |
| ------------------------ | ------------------------ | ------------------------ | ------------------------ | --- | ------------------------------ | ------------------------------ | ------------------------------ | ------------------------------ | --- |
| 打順                     | 守備                     | 選手                     | 打席                     | J・ベケットJ・バリテックK・ユーキリスD・ペドロイアM・ローウェルJ・ルーゴM・ラミレスC・クリスプB・キールティD・オルティーズ | 打順                           | 守備                           | 選手                           | 打席                           | C・サバシアV・マルティネスR・ガーコA・カブレラC・ブレイクJ・ペラルタK・ロフトンG・サイズモアF・グティエレスT・ハフナー |
| 1                        | 二                       | D・ペドロイア            | 右                       | J・ベケットJ・バリテックK・ユーキリスD・ペドロイアM・ローウェルJ・ルーゴM・ラミレスC・クリスプB・キールティD・オルティーズ | 1                              | 中                             | G・サイズモア                  | 左                             | C・サバシアV・マルティネスR・ガーコA・カブレラC・ブレイクJ・ペラルタK・ロフトンG・サイズモアF・グティエレスT・ハフナー |
| 2                        | 一                       | K・ユーキリス            | 右                       | J・ベケットJ・バリテックK・ユーキリスD・ペドロイアM・ローウェルJ・ルーゴM・ラミレスC・クリスプB・キールティD・オルティーズ | 2                              | 二                             | A・カブレラ                    | 両                             | C・サバシアV・マルティネスR・ガーコA・カブレラC・ブレイクJ・ペラルタK・ロフトンG・サイズモアF・グティエレスT・ハフナー |
| 3                        | DH                       | D・オルティーズ          | 左                       | J・ベケットJ・バリテックK・ユーキリスD・ペドロイアM・ローウェルJ・ルーゴM・ラミレスC・クリスプB・キールティD・オルティーズ | 3                              | DH                             | T・ハフナー                    | 左                             | C・サバシアV・マルティネスR・ガーコA・カブレラC・ブレイクJ・ペラルタK・ロフトンG・サイズモアF・グティエレスT・ハフナー |
| 4                        | 左                       | M・ラミレス              | 右                       | J・ベケットJ・バリテックK・ユーキリスD・ペドロイアM・ローウェルJ・ルーゴM・ラミレスC・クリスプB・キールティD・オルティーズ | 4                              | 捕                             | V・マルティネス                | 両                             | C・サバシアV・マルティネスR・ガーコA・カブレラC・ブレイクJ・ペラルタK・ロフトンG・サイズモアF・グティエレスT・ハフナー |
| 5                        | 三                       | M・ローウェル            | 右                       | J・ベケットJ・バリテックK・ユーキリスD・ペドロイアM・ローウェルJ・ルーゴM・ラミレスC・クリスプB・キールティD・オルティーズ | 5                              | 一                             | R・ガーコ                      | 右                             | C・サバシアV・マルティネスR・ガーコA・カブレラC・ブレイクJ・ペラルタK・ロフトンG・サイズモアF・グティエレスT・ハフナー |
| 6                        | 右                       | B・キールティ            | 両                       | J・ベケットJ・バリテックK・ユーキリスD・ペドロイアM・ローウェルJ・ルーゴM・ラミレスC・クリスプB・キールティD・オルティーズ | 6                              | 遊                             | J・ペラルタ                    | 右                             | C・サバシアV・マルティネスR・ガーコA・カブレラC・ブレイクJ・ペラルタK・ロフトンG・サイズモアF・グティエレスT・ハフナー |
| 7                        | 捕                       | J・バリテック            | 両                       | J・ベケットJ・バリテックK・ユーキリスD・ペドロイアM・ローウェルJ・ルーゴM・ラミレスC・クリスプB・キールティD・オルティーズ | 7                              | 左                             | K・ロフトン                    | 左                             | C・サバシアV・マルティネスR・ガーコA・カブレラC・ブレイクJ・ペラルタK・ロフトンG・サイズモアF・グティエレスT・ハフナー |
| 8                        | 中                       | C・クリスプ              | 両                       | J・ベケットJ・バリテックK・ユーキリスD・ペドロイアM・ローウェルJ・ルーゴM・ラミレスC・クリスプB・キールティD・オルティーズ | 8                              | 右                             | F・グティエレス                | 右                             | C・サバシアV・マルティネスR・ガーコA・カブレラC・ブレイクJ・ペラルタK・ロフトンG・サイズモアF・グティエレスT・ハフナー |
| 9                        | 遊                       | J・ルーゴ                | 右                       | J・ベケットJ・バリテックK・ユーキリスD・ペドロイアM・ローウェルJ・ルーゴM・ラミレスC・クリスプB・キールティD・オルティーズ | 9                              | 三                             | C・ブレイク                    | 右                             | C・サバシアV・マルティネスR・ガーコA・カブレラC・ブレイクJ・ペラルタK・ロフトンG・サイズモアF・グティエレスT・ハフナー |
| 先発投手                 | 先発投手                 | 先発投手                 | 投球                     | J・ベケットJ・バリテックK・ユーキリスD・ペドロイアM・ローウェルJ・ルーゴM・ラミレスC・クリスプB・キールティD・オルティーズ | 先発投手                       | 先発投手                       | 先発投手                       | 投球                           | C・サバシアV・マルティネスR・ガーコA・カブレラC・ブレイクJ・ペラルタK・ロフトンG・サイズモアF・グティエレスT・ハフナー |
| J・ベケット              | J・ベケット              | J・ベケット              | 右                       | J・ベケットJ・バリテックK・ユーキリスD・ペドロイアM・ローウェルJ・ルーゴM・ラミレスC・クリスプB・キールティD・オルティーズ | C・サバシア                    | C・サバシア                    | C・サバシア                    | 左                             | C・サバシアV・マルティネスR・ガーコA・カブレラC・ブレイクJ・ペラルタK・ロフトンG・サイズモアF・グティエレスT・ハフナー |

### 第6戦 10月20日
- フェンウェイ・パーク（マサチューセッツ州ボストン）

|                                | 1 | 2 | 3 | 4 | 5 | 6 | 7 | 8 | 9 | R  | H  | E |
| ------------------------------ | - | - | - | - | - | - | - | - | - | -- | -- | - |
| クリーブランド・インディアンス | 0 | 1 | 0 | 0 | 0 | 0 | 1 | 0 | 0 | 2  | 6  | 2 |
| ボストン・レッドソックス       | 4 | 0 | 6 | 0 | 0 | 0 | 0 | 2 | X | 12 | 13 | 0 |

1. 勝利：カート・シリング（1勝）
2. 敗戦：ファウスト・カーモナ（1敗）
3. 本塁打
CLE：ビクター・マルティネス1号ソロ
BOS：J.D.ドリュー1号満塁
4. 審判
［球審］デイナ・デムス
［塁審］一塁: ランディ・マーシュ、二塁: カーウィン・ダンリー、三塁: ブライアン・ゴーマン
［外審］左翼: ポール・エメル、右翼: ゲイリー・シダーストロム
5. 試合開始時刻: 東部夏時間（UTC-4）午後8時24分  試合時間: 3時間9分  観客: 3万7163人  気温: 67°F（19.4°C）
詳細: MLB.com Gameday / ESPN.com / Baseball-Reference.com / Fangraphs

| クリーブランド・インディアンス | クリーブランド・インディアンス | クリーブランド・インディアンス | クリーブランド・インディアンス | クリーブランド・インディアンス                                                                                     | ボストン・レッドソックス | ボストン・レッドソックス | ボストン・レッドソックス | ボストン・レッドソックス | ボストン・レッドソックス |
| ------------------------------ | ------------------------------ | ------------------------------ | ------------------------------ | --- | ------------------------ | ------------------------ | ------------------------ | ------------------------ | --- |
| 打順                           | 守備                           | 選手                           | 打席                           | F・カーモナV・マルティネスR・ガーコA・カブレラC・ブレイクJ・ペラルタK・ロフトンG・サイズモアT・ニクソンT・ハフナー | 打順                     | 守備                     | 選手                     | 打席                     | C・シリングJ・バリテックK・ユーキリスD・ペドロイアM・ローウェルJ・ルーゴM・ラミレスJ・エルズベリーJ・ドリューD・オルティーズ |
| 1                              | 中                             | G・サイズモア                  | 左                             | F・カーモナV・マルティネスR・ガーコA・カブレラC・ブレイクJ・ペラルタK・ロフトンG・サイズモアT・ニクソンT・ハフナー | 1                        | 二                       | D・ペドロイア            | 右                       | C・シリングJ・バリテックK・ユーキリスD・ペドロイアM・ローウェルJ・ルーゴM・ラミレスJ・エルズベリーJ・ドリューD・オルティーズ |
| 2                              | 二                             | A・カブレラ                    | 両                             | F・カーモナV・マルティネスR・ガーコA・カブレラC・ブレイクJ・ペラルタK・ロフトンG・サイズモアT・ニクソンT・ハフナー | 2                        | 一                       | K・ユーキリス            | 右                       | C・シリングJ・バリテックK・ユーキリスD・ペドロイアM・ローウェルJ・ルーゴM・ラミレスJ・エルズベリーJ・ドリューD・オルティーズ |
| 3                              | DH                             | T・ハフナー                    | 左                             | F・カーモナV・マルティネスR・ガーコA・カブレラC・ブレイクJ・ペラルタK・ロフトンG・サイズモアT・ニクソンT・ハフナー | 3                        | DH                       | D・オルティーズ          | 左                       | C・シリングJ・バリテックK・ユーキリスD・ペドロイアM・ローウェルJ・ルーゴM・ラミレスJ・エルズベリーJ・ドリューD・オルティーズ |
| 4                              | 捕                             | V・マルティネス                | 両                             | F・カーモナV・マルティネスR・ガーコA・カブレラC・ブレイクJ・ペラルタK・ロフトンG・サイズモアT・ニクソンT・ハフナー | 4                        | 左                       | M・ラミレス              | 右                       | C・シリングJ・バリテックK・ユーキリスD・ペドロイアM・ローウェルJ・ルーゴM・ラミレスJ・エルズベリーJ・ドリューD・オルティーズ |
| 5                              | 一                             | R・ガーコ                      | 右                             | F・カーモナV・マルティネスR・ガーコA・カブレラC・ブレイクJ・ペラルタK・ロフトンG・サイズモアT・ニクソンT・ハフナー | 5                        | 三                       | M・ローウェル            | 右                       | C・シリングJ・バリテックK・ユーキリスD・ペドロイアM・ローウェルJ・ルーゴM・ラミレスJ・エルズベリーJ・ドリューD・オルティーズ |
| 6                              | 遊                             | J・ペラルタ                    | 右                             | F・カーモナV・マルティネスR・ガーコA・カブレラC・ブレイクJ・ペラルタK・ロフトンG・サイズモアT・ニクソンT・ハフナー | 6                        | 右                       | J・ドリュー              | 左                       | C・シリングJ・バリテックK・ユーキリスD・ペドロイアM・ローウェルJ・ルーゴM・ラミレスJ・エルズベリーJ・ドリューD・オルティーズ |
| 7                              | 左                             | K・ロフトン                    | 左                             | F・カーモナV・マルティネスR・ガーコA・カブレラC・ブレイクJ・ペラルタK・ロフトンG・サイズモアT・ニクソンT・ハフナー | 7                        | 捕                       | J・バリテック            | 両                       | C・シリングJ・バリテックK・ユーキリスD・ペドロイアM・ローウェルJ・ルーゴM・ラミレスJ・エルズベリーJ・ドリューD・オルティーズ |
| 8                              | 右                             | T・ニクソン                    | 左                             | F・カーモナV・マルティネスR・ガーコA・カブレラC・ブレイクJ・ペラルタK・ロフトンG・サイズモアT・ニクソンT・ハフナー | 8                        | 中                       | J・エルズベリー          | 左                       | C・シリングJ・バリテックK・ユーキリスD・ペドロイアM・ローウェルJ・ルーゴM・ラミレスJ・エルズベリーJ・ドリューD・オルティーズ |
| 9                              | 三                             | C・ブレイク                    | 右                             | F・カーモナV・マルティネスR・ガーコA・カブレラC・ブレイクJ・ペラルタK・ロフトンG・サイズモアT・ニクソンT・ハフナー | 9                        | 遊                       | J・ルーゴ                | 右                       | C・シリングJ・バリテックK・ユーキリスD・ペドロイアM・ローウェルJ・ルーゴM・ラミレスJ・エルズベリーJ・ドリューD・オルティーズ |
| 先発投手                       | 先発投手                       | 先発投手                       | 投球                           | F・カーモナV・マルティネスR・ガーコA・カブレラC・ブレイクJ・ペラルタK・ロフトンG・サイズモアT・ニクソンT・ハフナー | 先発投手                 | 先発投手                 | 先発投手                 | 投球                     | C・シリングJ・バリテックK・ユーキリスD・ペドロイアM・ローウェルJ・ルーゴM・ラミレスJ・エルズベリーJ・ドリューD・オルティーズ |
| F・カーモナ                    | F・カーモナ                    | F・カーモナ                    | 右                             | F・カーモナV・マルティネスR・ガーコA・カブレラC・ブレイクJ・ペラルタK・ロフトンG・サイズモアT・ニクソンT・ハフナー | C・シリング              | C・シリング              | C・シリング              | 右                       | C・シリングJ・バリテックK・ユーキリスD・ペドロイアM・ローウェルJ・ルーゴM・ラミレスJ・エルズベリーJ・ドリューD・オルティーズ |

### 第7戦 10月21日
- フェンウェイ・パーク（マサチューセッツ州ボストン）

|                                | 1 | 2 | 3 | 4 | 5 | 6 | 7 | 8 | 9 | R  | H  | E |
| ------------------------------ | - | - | - | - | - | - | - | - | - | -- | -- | - |
| クリーブランド・インディアンス | 0 | 0 | 0 | 1 | 1 | 0 | 0 | 0 | 0 | 2  | 10 | 1 |
| ボストン・レッドソックス       | 1 | 1 | 1 | 0 | 0 | 0 | 2 | 6 | X | 11 | 15 | 1 |

1. 勝利：松坂大輔（1勝1敗）
2. セーブ：ジョナサン・パペルボン（1S）
3. 敗戦：ジェイク・ウェストブルック（1勝1敗）
4. 本塁打
BOS：ダスティン・ペドロイア1号2ラン、ケビン・ユーキリス3号2ラン
5. 審判
［球審］ランディ・マーシュ
［塁審］一塁: カーウィン・ダンリー、二塁: ブライアン・ゴーマン、三塁: ポール・エメル
［外審］左翼: ゲイリー・シダーストロム、右翼: デイナ・デムス
6. 試合開始時刻: 東部夏時間（UTC-4）午後8時24分  試合時間: 3時間33分  観客: 3万7165人  気温: 66°F（18.9°C）
詳細: MLB.com Gameday / ESPN.com / Baseball-Reference.com / Fangraphs

| クリーブランド・インディアンス | クリーブランド・インディアンス | クリーブランド・インディアンス | クリーブランド・インディアンス | クリーブランド・インディアンス                                                                                                 | ボストン・レッドソックス | ボストン・レッドソックス | ボストン・レッドソックス | ボストン・レッドソックス | ボストン・レッドソックス                                                                                                  |
| ------------------------------ | ------------------------------ | ------------------------------ | ------------------------------ | --- | ------------------------ | ------------------------ | ------------------------ | ------------------------ | --- |
| 打順                           | 守備                           | 選手                           | 打席                           | J・ウェストブルックV・マルティネスR・ガーコA・カブレラC・ブレイクJ・ペラルタK・ロフトンG・サイズモアF・グティエレスT・ハフナー | 打順                     | 守備                     | 選手                     | 打席                     | 松坂大輔J・バリテックK・ユーキリスD・ペドロイアM・ローウェルJ・ルーゴM・ラミレスJ・エルズベリーJ・ドリューD・オルティーズ |
| 1                              | 中                             | G・サイズモア                  | 左                             | J・ウェストブルックV・マルティネスR・ガーコA・カブレラC・ブレイクJ・ペラルタK・ロフトンG・サイズモアF・グティエレスT・ハフナー | 1                        | 二                       | D・ペドロイア            | 右                       | 松坂大輔J・バリテックK・ユーキリスD・ペドロイアM・ローウェルJ・ルーゴM・ラミレスJ・エルズベリーJ・ドリューD・オルティーズ |
| 2                              | 二                             | A・カブレラ                    | 両                             | J・ウェストブルックV・マルティネスR・ガーコA・カブレラC・ブレイクJ・ペラルタK・ロフトンG・サイズモアF・グティエレスT・ハフナー | 2                        | 一                       | K・ユーキリス            | 右                       | 松坂大輔J・バリテックK・ユーキリスD・ペドロイアM・ローウェルJ・ルーゴM・ラミレスJ・エルズベリーJ・ドリューD・オルティーズ |
| 3                              | DH                             | T・ハフナー                    | 左                             | J・ウェストブルックV・マルティネスR・ガーコA・カブレラC・ブレイクJ・ペラルタK・ロフトンG・サイズモアF・グティエレスT・ハフナー | 3                        | DH                       | D・オルティーズ          | 左                       | 松坂大輔J・バリテックK・ユーキリスD・ペドロイアM・ローウェルJ・ルーゴM・ラミレスJ・エルズベリーJ・ドリューD・オルティーズ |
| 4                              | 捕                             | V・マルティネス                | 両                             | J・ウェストブルックV・マルティネスR・ガーコA・カブレラC・ブレイクJ・ペラルタK・ロフトンG・サイズモアF・グティエレスT・ハフナー | 4                        | 左                       | M・ラミレス              | 右                       | 松坂大輔J・バリテックK・ユーキリスD・ペドロイアM・ローウェルJ・ルーゴM・ラミレスJ・エルズベリーJ・ドリューD・オルティーズ |
| 5                              | 一                             | R・ガーコ                      | 右                             | J・ウェストブルックV・マルティネスR・ガーコA・カブレラC・ブレイクJ・ペラルタK・ロフトンG・サイズモアF・グティエレスT・ハフナー | 5                        | 三                       | M・ローウェル            | 右                       | 松坂大輔J・バリテックK・ユーキリスD・ペドロイアM・ローウェルJ・ルーゴM・ラミレスJ・エルズベリーJ・ドリューD・オルティーズ |
| 6                              | 遊                             | J・ペラルタ                    | 右                             | J・ウェストブルックV・マルティネスR・ガーコA・カブレラC・ブレイクJ・ペラルタK・ロフトンG・サイズモアF・グティエレスT・ハフナー | 6                        | 右                       | J・ドリュー              | 左                       | 松坂大輔J・バリテックK・ユーキリスD・ペドロイアM・ローウェルJ・ルーゴM・ラミレスJ・エルズベリーJ・ドリューD・オルティーズ |
| 7                              | 左                             | K・ロフトン                    | 左                             | J・ウェストブルックV・マルティネスR・ガーコA・カブレラC・ブレイクJ・ペラルタK・ロフトンG・サイズモアF・グティエレスT・ハフナー | 7                        | 捕                       | J・バリテック            | 両                       | 松坂大輔J・バリテックK・ユーキリスD・ペドロイアM・ローウェルJ・ルーゴM・ラミレスJ・エルズベリーJ・ドリューD・オルティーズ |
| 8                              | 右                             | F・グティエレス                | 右                             | J・ウェストブルックV・マルティネスR・ガーコA・カブレラC・ブレイクJ・ペラルタK・ロフトンG・サイズモアF・グティエレスT・ハフナー | 8                        | 中                       | J・エルズベリー          | 左                       | 松坂大輔J・バリテックK・ユーキリスD・ペドロイアM・ローウェルJ・ルーゴM・ラミレスJ・エルズベリーJ・ドリューD・オルティーズ |
| 9                              | 三                             | C・ブレイク                    | 右                             | J・ウェストブルックV・マルティネスR・ガーコA・カブレラC・ブレイクJ・ペラルタK・ロフトンG・サイズモアF・グティエレスT・ハフナー | 9                        | 遊                       | J・ルーゴ                | 右                       | 松坂大輔J・バリテックK・ユーキリスD・ペドロイアM・ローウェルJ・ルーゴM・ラミレスJ・エルズベリーJ・ドリューD・オルティーズ |
| 先発投手                       | 先発投手                       | 先発投手                       | 投球                           | J・ウェストブルックV・マルティネスR・ガーコA・カブレラC・ブレイクJ・ペラルタK・ロフトンG・サイズモアF・グティエレスT・ハフナー | 先発投手                 | 先発投手                 | 先発投手                 | 投球                     | 松坂大輔J・バリテックK・ユーキリスD・ペドロイアM・ローウェルJ・ルーゴM・ラミレスJ・エルズベリーJ・ドリューD・オルティーズ |
| J・ウェストブルック            | J・ウェストブルック            | J・ウェストブルック            | 右                             | J・ウェストブルックV・マルティネスR・ガーコA・カブレラC・ブレイクJ・ペラルタK・ロフトンG・サイズモアF・グティエレスT・ハフナー | 松坂大輔                 | 松坂大輔                 | 松坂大輔                 | 右                       | 松坂大輔J・バリテックK・ユーキリスD・ペドロイアM・ローウェルJ・ルーゴM・ラミレスJ・エルズベリーJ・ドリューD・オルティーズ |